# Літературна премія Ідзумі Кьока
Літературна премія Ідзумі Кьока (泉鏡花文学賞, Izumi Kyōka Bungaku Shō) — літературна премія в Японії, названа на честь письменника Ідзумі Кьока. Була заснована та вперше вручена в 1973 році на честь 100-річчя від дня народження Ідзумі Кьока. Місто Канадзава, де народився Ідзумі, організовує цю премію. Зазвичай нагорода дістається одному лауреату, хоча були й винятки.

## Переможці
| Номер | Рік  | Переможці         | Твір                                                      |
| ----- | ---- | ----------------- | --------------------------------------------------------- |
| 1     | 1973 | Хаммура Рьо       | Мусубі но яма хіроку (産霊山秘録)                         |
| 1     | 1973 | Морьючі Тошіо     | Tobu Kage (翔ぶ影)                                        |
| 2     | 1974 | Накай Хідео       | Akumu no Karuta (悪夢の骨牌)                              |
| 3     | 1975 | Морі Марі         | Amai Mitsu no Heya (甘い蜜の部屋)                         |
| 9     | 1981 | Тацухіко Шібусава | Karakusa Monogatari (唐草物語)                            |
| 9     | 1981 | Цуцуй Ясутака     | Kyojin-tachi (虚人たち)                                   |
| 16    | 1988 | Цумао Авасака     | Oriduru (折鶴)                                            |
| 16    | 1988 | Йосімото Банана   | Moonlight Shadow (ムーンライト・シャドウ)                 |
| 20    | 1992 | Меґуму Саґісава   | Kakeru Shōnen (駆ける少年)                                |
| 20    | 1992 | Сімада Масахіко   | Higan Sensei (彼岸先生)                                   |
| 28    | 2000 | Йоко Тавада       | Hinagiku no Ocha no Baai (ヒナギクのお茶の場合)           |
| 31    | 2003 | Саїчі Маруя       | Kagayaku Hi no Miya (輝く日の宮)                          |
| 31    | 2003 | Кіріно Нацуо      | Gurotesuku (グロテスク)                                   |
| 36    | 2008 | Кейші Наґі        | Kusa Suberi (草すべり)                                    |
| 36    | 2008 | Таданорі Йокоо    | Buruu Rando (ぶるうらんど)                                |
| 39    | 2011 | Сетоучі Джякучьо  | Fūkei (風景)                                              |
| 39    | 2011 | Юмемакура Баку    | Ōedo Chōkakuden (大江戸釣客伝)                            |
| 40    | 2012 | Какута Міцуйо     | Kanata no Ko (かなたの子)                                 |
| 44    | 2016 | Хіромі Кавакамі   | Ōkina tori ni sarawarenai yō (大きな鳥にさらわれないよう) |
| 50    | 2022 | Охама Фуміко      | Hidamari no Hate (陽だまりの果て)                         |